# Synagogue de Graz
La nouvelle synagogue de Graz se trouve place David Herzog, sur la rive droite de la rivière Mur, à Gries, 5e arrondissement de Graz. La synagogue de la communauté juive de Graz qui dépend maintenant de la communauté juive de Vienne, s'occupe principalement des juifs de Graz, mais aussi de Styrie, de Carinthie et du sud du Burgenland.
Graz, capitale de la province de Styrie est la seconde ville d'Autriche par sa population d'environ 280 000 habitants.  

## L'emplacement de l'ancienne synagogue
Avant la Seconde Guerre mondiale, il y avait à Graz une synagogue avec un dôme imposant de 30 mètres de haut, qui constituait le centre de la vie cultuelle et culturelle de la communauté juive de Graz et de ses 2 000 fidèles. La synagogue a été détruite pendant la nuit de Cristal du 9 au 10 novembre 1938, comme la plupart des lieux de culte juif en Allemagne et dans les territoires annexés.
Après la guerre, seulement environ 150 Juifs se sont installés de nouveau à Graz. En 1952, la communauté juive de Graz, dissoute en 1940, est refondée. Son ressort comprend les Länder de Styrie, de Carinthie et les districts d'Oberwart, de Güssing et de Jennersdorf.
Jusqu'en 1988, il n'y a qu'une pelouse sur le site de la synagogue détruite. La ville de Graz y érige une stèle commémorative sous la forme d'un obélisque noir, qui sera inclus dans le concept architectural lors de l'érection de la nouvelle synagogue.
En 1983, l'artiste Fedo Ertl approche la communauté religieuse israélite avec la suggestion de dégager les fondations de l'ancienne synagogue. Mais la demande est rejetée par crainte de réactions antisémites de la part des dirigeants de la municipalité. Ertl a constaté qu'une partie des briques de l'ancienne synagogue a été utilisée dès 1939 pour la construction d'un garage dans l'Alberstraße.

## La nouvelle synagogue
Le 21 octobre 1998, tous les partis représentés au conseil municipal de Graz décident à l'unanimité de reconstruire la synagogue de Graz. Cette décision est prise à la suite de l'intervention du président de la communauté juive de Graz de l'époque, le conseiller commercial Kurt David Brühl.   
Le couple d'architectes de Graz, Jörg et Ingrid Mayr, qui avait déjà été chargé de la conception de la salle de cérémonie détruite du cimetière juif de Graz, reprend les plans d'Ertl.
Environ 9 600 briques de l'ancienne synagogue sont réutilisées pour le nouveau bâtiment, après le nettoyage par plus de 150 élèves du lycée d'État de la Lichtenfelsgasse, du lycée professionnel supérieur technique et de l'école de commerce de la Grazbachgasse qui ont travaillé en tout plus de 10 000 heures. L'obélisque construit sur l'ancien site de la synagogue en 1988 est incorporé dans le projet et se trouve maintenant situé sous la Bimah en verre. Les matériaux utilisés pour la nouvelle synagogue sont principalement la brique, le béton armé et le verre. Le cube et la sphère du corps principal décrivent l'espace central / sacré de la synagogue et déterminent également son apparence.
La nouvelle synagogue suit le plan de l'ancienne, mais est plus petite que sa prédécesseur, puisque la communauté juive de Graz ne compte plus qu'une centaine de membres, comparé aux 2 000 membres d'avant la Seconde Guerre mondiale. La synagogue est inaugurée le 9 novembre 2000, jour anniversaire de la nuit de Cristal.

## Architecture et conception
De conception moderne, la synagogue rappelle dans son aspect général la synagogue détruite par les nazis. 
Au milieu de la salle de prière, se trouve la Bimah en verre où est lue la Torah. Juste à l'arrière se dresse l'Arche Sainte où sont conservés dans une niche les rouleaux de Torah. L'espace est dominé par un dôme de verre soutenu par douze piliers métalliques qui représentent les douze tribus d'Israël et forment au sommet de la coupole une étoile de David. Le bleu clair du verre rappelle le ciel tout en n'obstruant pas la lumière. Des prières en hébreu ont été gravées sur le verre par la technique du sablage.
La synagogue est située sur la place David Herzog, du nom du dernier rabbin des Länder de Styrie et de Carinthie avant la Seconde Guerre mondiale, et qui fuit Graz après la nuit de Cristal pour se réfugier en Angleterre. 

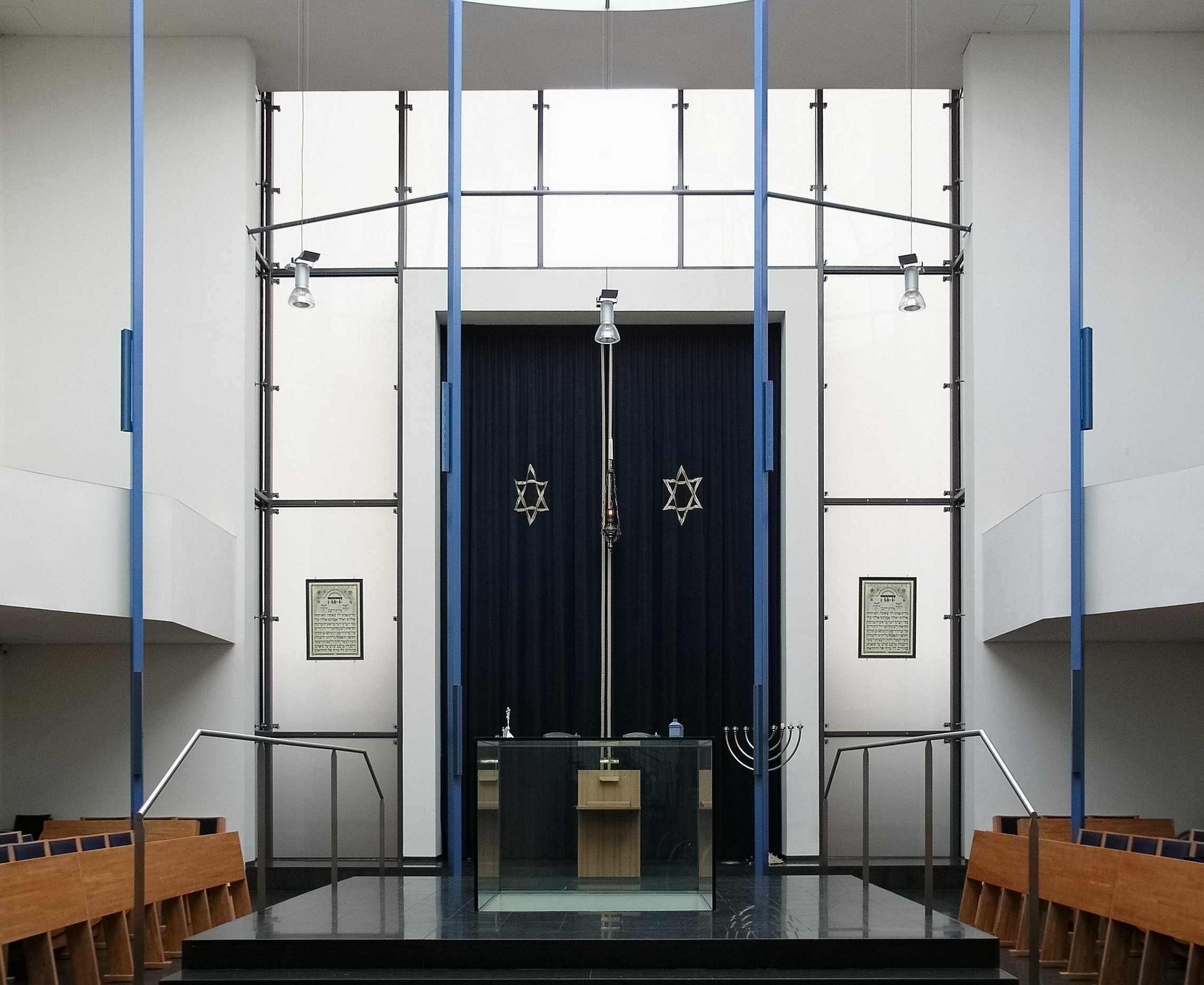
Intérieur avec Bima et Arche sainte à l'arrière
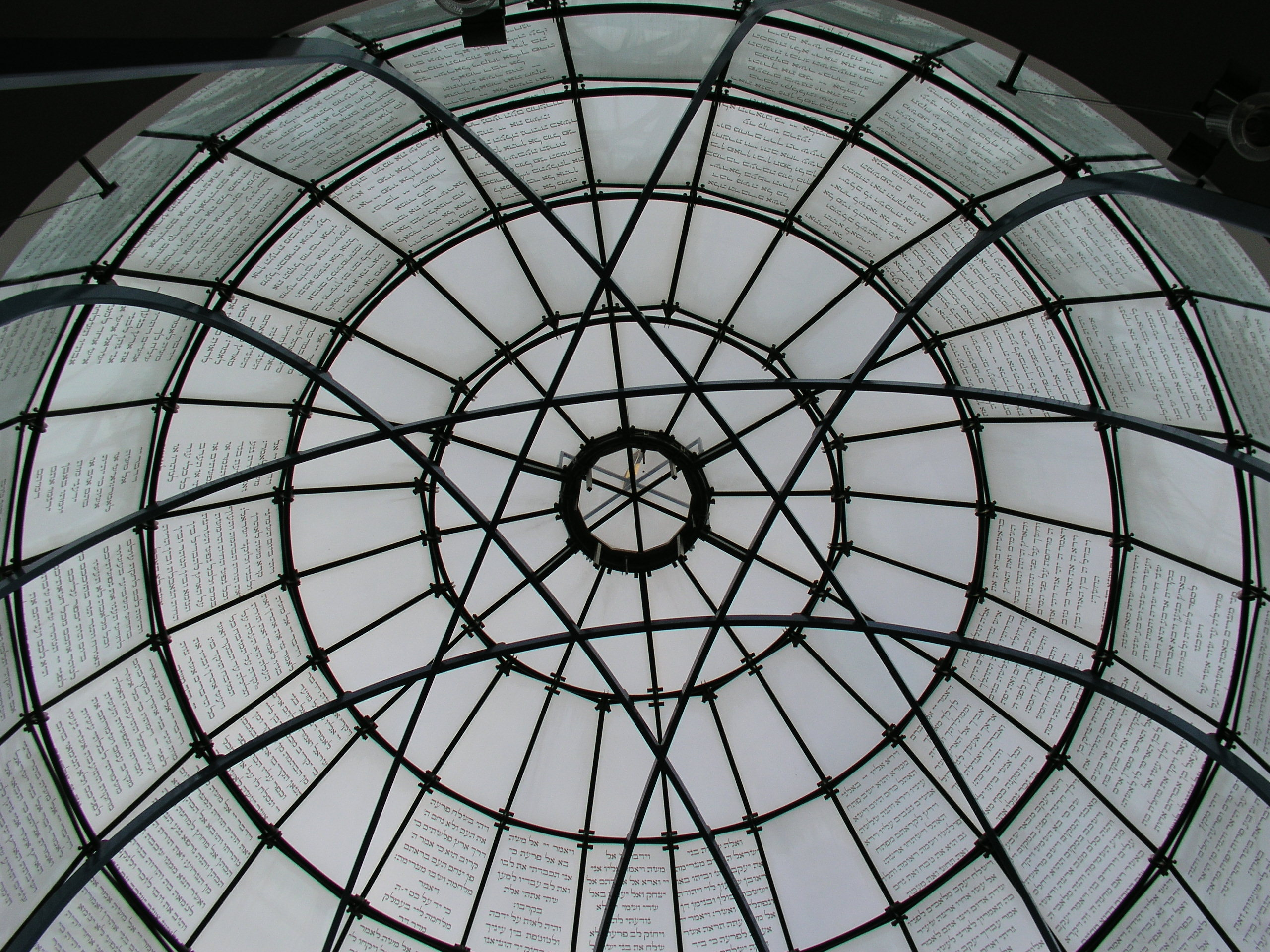
Intérieur de la coupole en verre avec des extraits de la Torah.
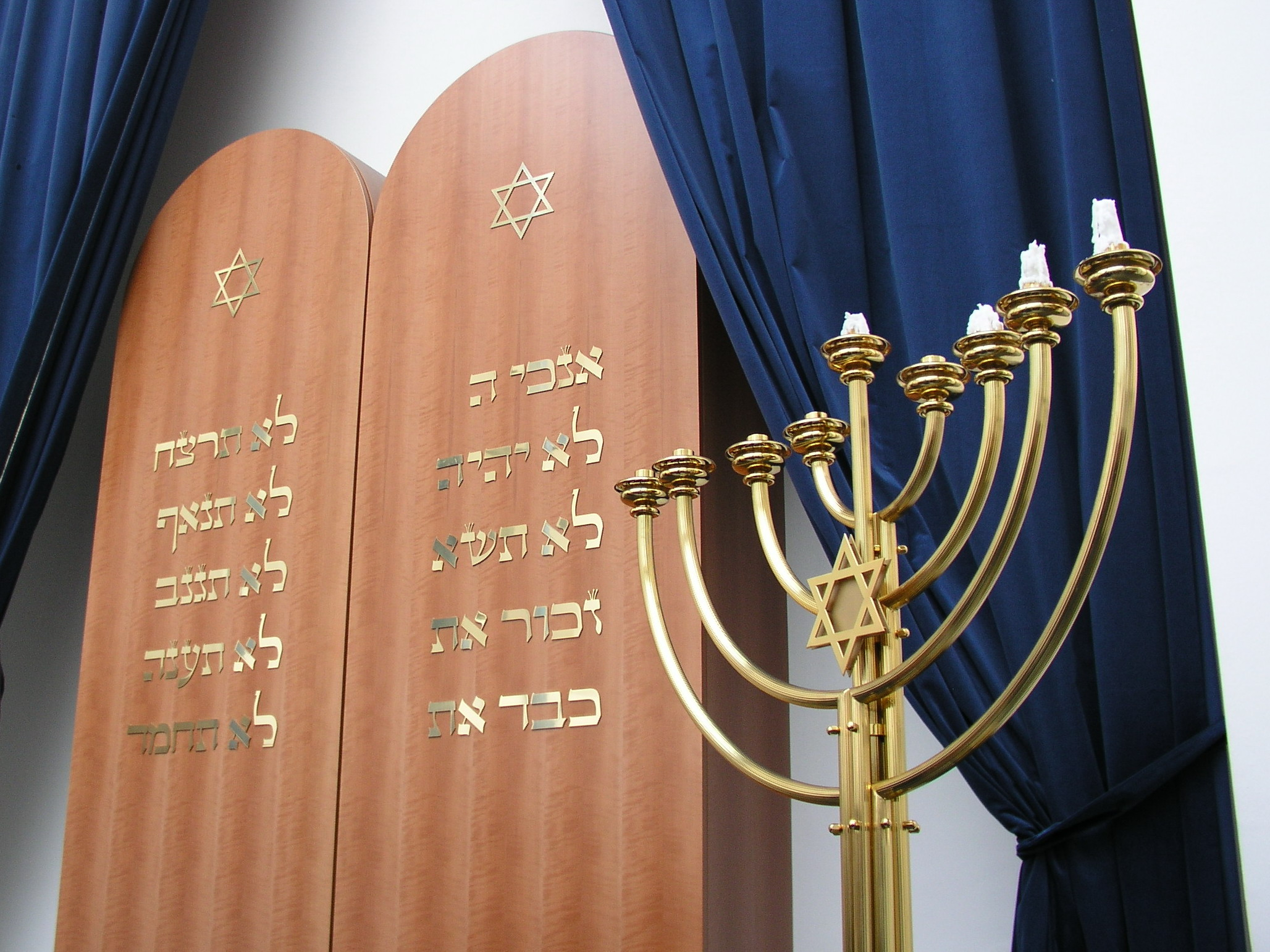
Arche Sainte avec les portes en forme de Tables de la Loi
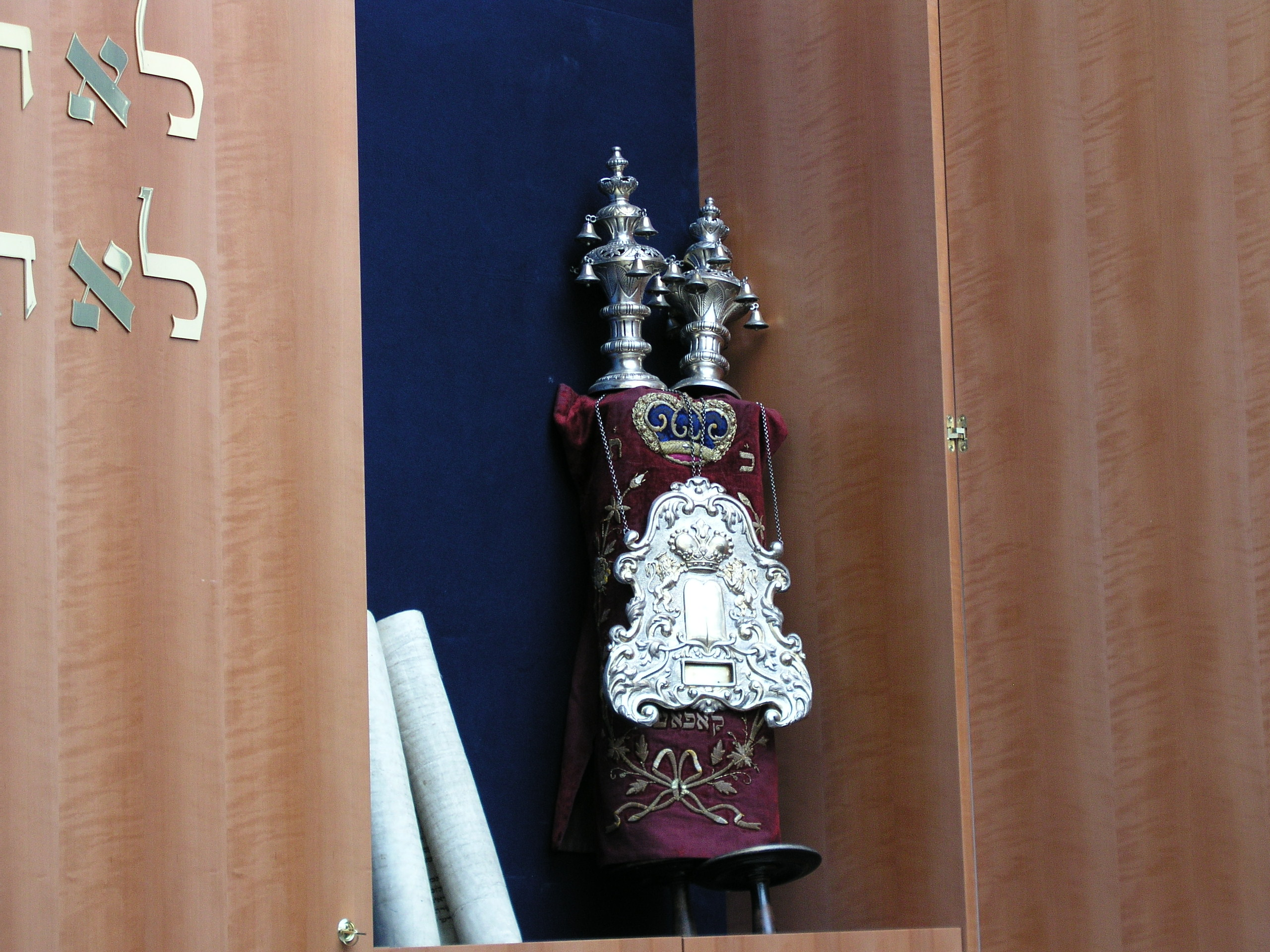
Arche Sainte ouverte avec rouleaux de Torah
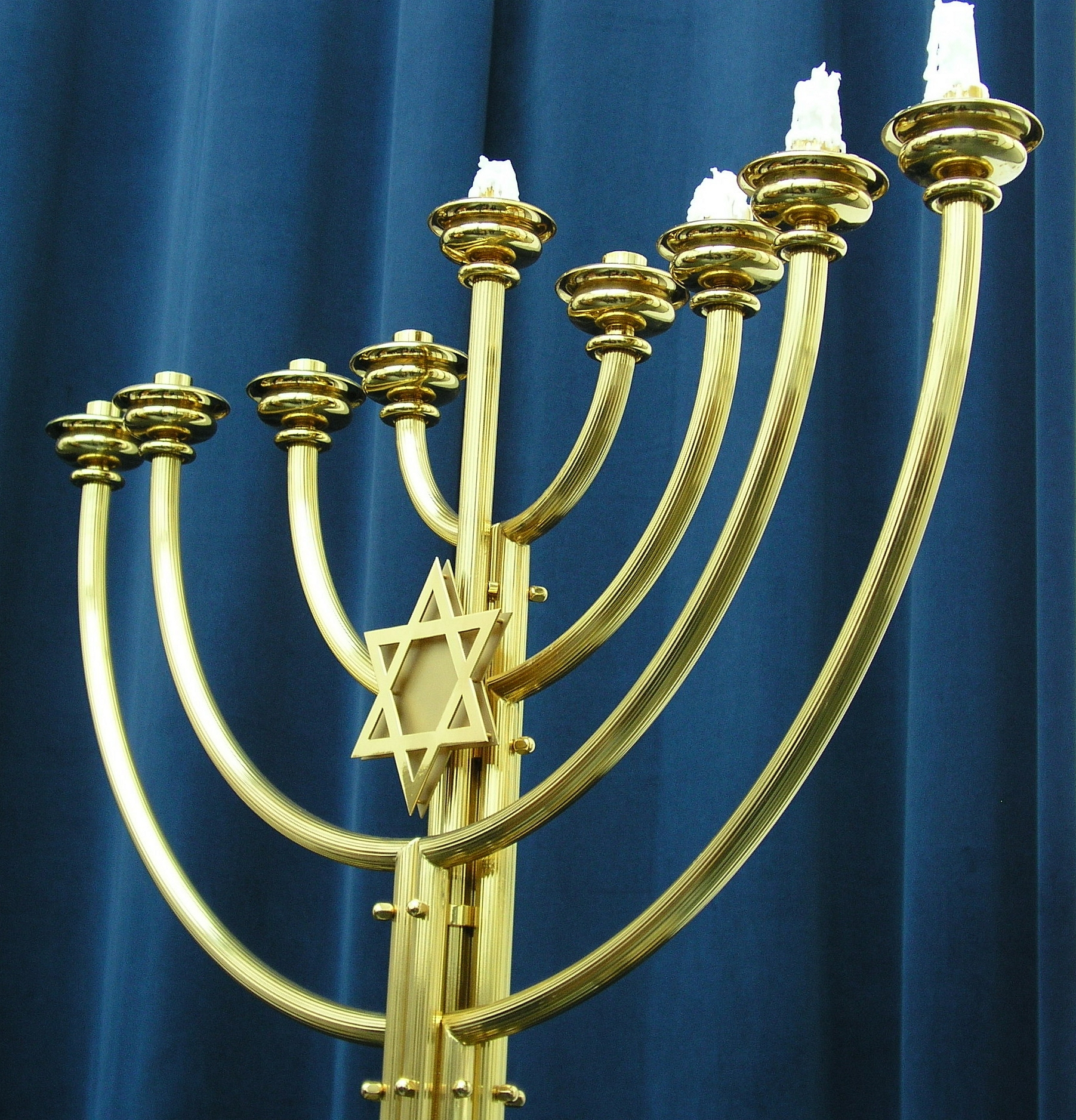
Hanoukkia (chandelier à 9 branches)

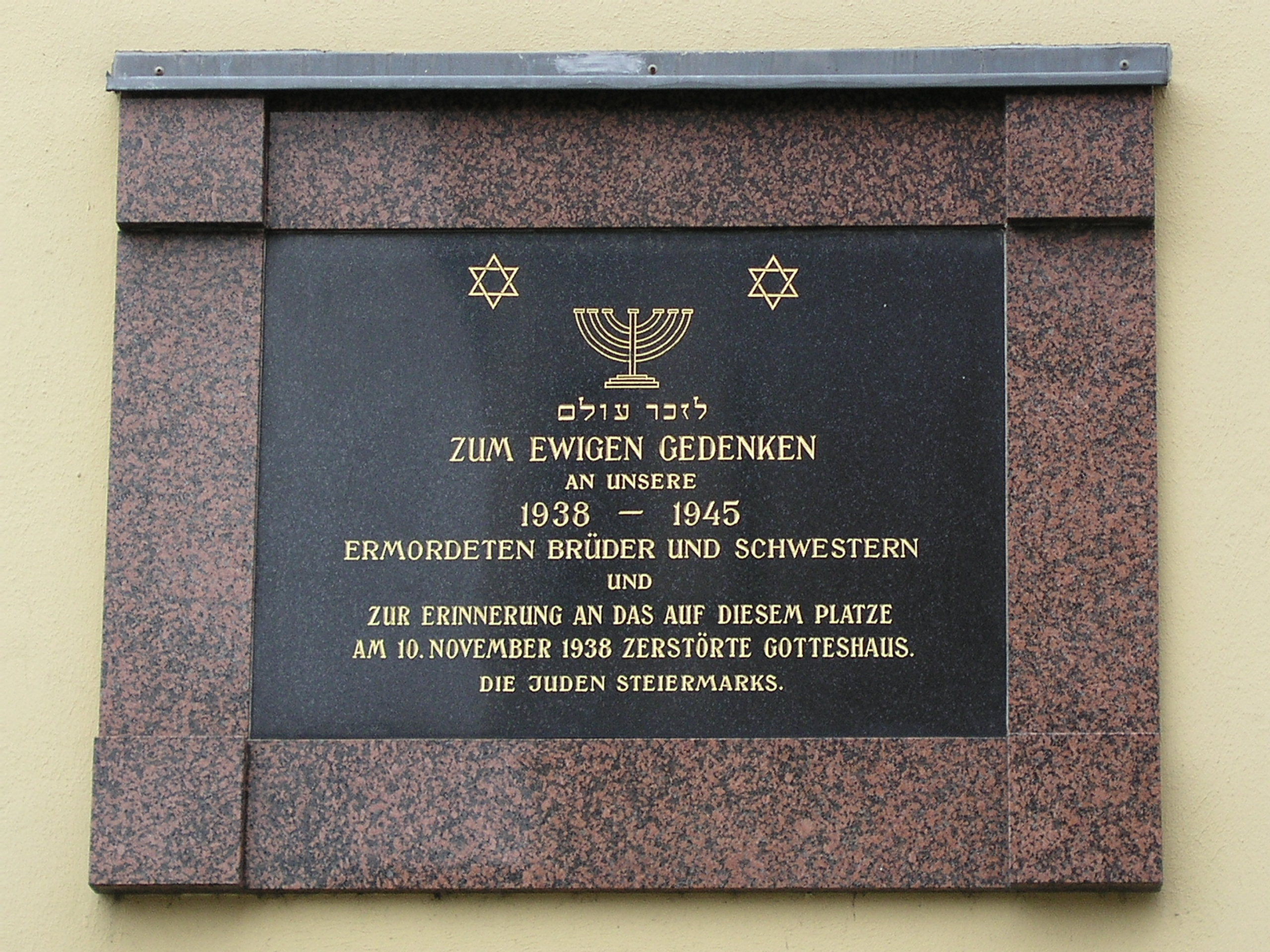
Plaque commémorative
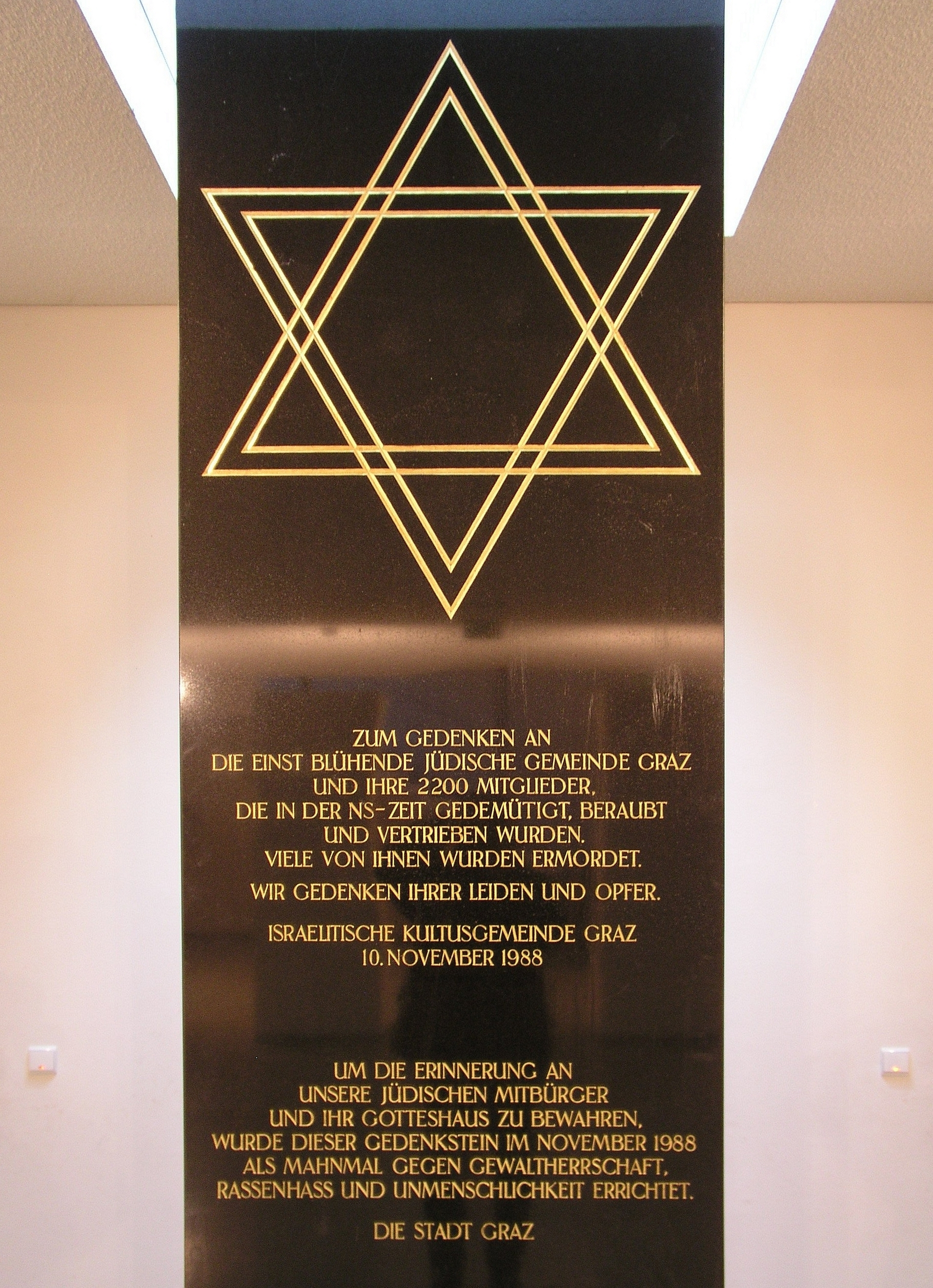
Plaque commémorative

## La communauté juive actuelle
En 2013, la communauté juive de Graz est dissoute à la suite de conflits internes de longue durée et est rattachée à la communauté juive de Vienne. La synagogue, le centre communautaire ainsi que les autres biens de la communauté dissoute sont attribués à la Fondation cultuelle juive pour la Styrie, la Carinthie et le sud du Burgenland. La communauté juive de Graz, sous le même nom, en tant que communauté filiale de la communauté juive de Vienne agit dans la zone de responsabilité couverte par la fondation. Elle est dirigée depuis 2016 par un délégué ayant le titre de président. Cette position est confiée initialement à Elie Rosen, un représentant notoire du judaïsme autrichien. Il est également président de la Fondation cultuelle juive. 
À l'instigation de Rosen, et en accord avec les communautés juives de Graz et de Vienne, ainsi que du grand-rabbinat de Vienne, le rabbinat du Land de Styrie avec juridiction pour la Styrie, la Carinthie et le Burgenland, qui avait été dissout en 1938, est rétabli à compter du 1er décembre 2016. Le même jour, pour la première fois depuis 1938, le rabbin de Vienne Schlomo Hofmeister est nommé rabbin du Land de Styrie et grand-rabbin de Graz.